# Итати Утиха
Итати Утиха (яп. うちは イタチ Утиха Итати) — один из основных персонажей манги «Наруто» и снятого по её сюжету аниме. Героя озвучил Хидэо Исикава. В переводе с японского имя Итати означает ласка (яп. 鼬). В японской мифологии этот зверь символизирует неудачи, болезни и смерть.
Итати Утиха, согласно манге, уничтожил почти весь свой клан, оставив в живых только младшего брата Саскэ. После этого он был признан опасным преступником, а Саскэ поставил целью своей жизни его убийство.

## В основном сюжете «Наруто»

### В Конохе
Итати родился в семье тогдашнего главы клана Утиха, Фугаку Утиха, и уже с детства считался одарённым ниндзя. В 4 года он познал весь ужас и горечь Третьей мировой войны синоби, что нанесло ему психологическую травму и на всю жизнь сделало пацифистом. В 7 лет он окончил Академию ниндзя, всего за год став лучшим учеником класса, в 8 лет освоил наследственный признак своего клана — сяринган, а в 10 лет сдал экзамен на присвоение звания тюнина. В 13 лет он уже был капитаном команды АНБУ.
Итати высоко ценил своего отца, который видел будущее семьи именно в Итати, иногда только при матери хваля Саскэ. Сам Итати мало общался с младшим братом, лишь иногда помогая тому с занятиями, однако редкие моменты совместного времяпрепровождения были для Саскэ настоящим праздником, и Итати тоже нравилось проводить время на тренировках вместе с Саскэ, хоть он это и скрывал от окружающих, в частности от самого Саскэ. Хотя Саскэ завидовал таланту Итати и его хорошим отношениям с отцом, младший Утиха, тем не менее, любил старшего брата и стремился превзойти его, доказав тем самым отцу и всему клану свою полезность. Итати даже перечит отцу в интересах младшего брата, однажды заявив, что не пойдёт на клановую миссию, а отправится вместе с Саскэ в первый день его пребывания в Академии ниндзя.
Отношения Итати и отца стали постепенно ухудшаться после неявки Итати на клановое собрание, омрачившееся отсутствием ещё одного человека: лучшего друга Итати, Сисуя Утихи, который, как вскоре выяснилось, покончил жизнь самоубийством. Хотя у Итати и была серьёзная причина для отсутствия — операция АНБУ, — его начали подозревать в убийстве Сисуя. Когда несколько соклановцев озвучили это обвинение, Итати, обозлённый этим обстоятельством, заявил, что клан ограничивает его возможности. На самом деле в тот вечер он был с Сисуй Утихой на обрыве холма. Сисуй перед смертью передал Итати свой сяринган. Полиция клана Утиха начала подозревать Итати Утиху, высказав это ему в лицо. После чего Итати расправился с 3 полицейскими клана Утиха перед своим отцом. Итати, остудив свой гнев, поклонился перед отцом, попросил прощения и был прощён. Полицейские клана Утиха были недовольны тем, что глава клана-отец Итати прощает Итати неоднократно.
Две недели спустя, когда Саскэ не было дома, по поручению Третьего Хокагэ Сарутоби Итати убил всех членов своего клана и, со слезами на глазах, даже собственных родителей. Младший брат застал его над трупами отца и матери. На вопрос, зачем он это сделал, Итати ответил: «Чтобы проверить мои возможности», а также солгал Саскэ о том, что именно он убил Сисуя, благодаря чему овладел мангэкё сяринганом. Старший брат оставил младшего в живых, мотивируя это тем, что тот может стать достойным соперником, достигнув уровня Итати. С тех пор Саскэ стал считать себя мстителем и был готов пойти на всё, чтобы убить брата.

### В «Акацуки»

Кольцо Итати

- Кольцо: 朱 «киноварь» (Сю, киноварь).
- Положение на руке: правый безымянный палец.

После побега из деревни Итати получил статус нукэнина (ниндзя-преступника) и стал одним из самых разыскиваемых преступников, после чего вступил в Акацуки. Однажды Оротимару, также состоявший в этой организации и искавший новое вместилище для своей души (с целью продления жизни), решил заполучить тело Итати и напал на него. Однако Утиха поймал его в гэндзюцу при помощи сярингана и отрезал ему руку. После этого инцидента Саннин навсегда покинул Акацуки и поставил себе целью заполучить тело другого оставшегося в живых Утихи — Саскэ.
Как и другие члены Акацуки, Итати был занят поисками и поимкой бидзю. Его целью был Кюби (Наруто). После смерти Третьего Хокагэ он вместе с напарником Кисамэ Хосигаки появился в Конохе, однако практически сразу был обнаружен Асумой, Курэнай, Майто Гаем и Какаси, последний из которых в результате завязавшегося боя на долгое время попал в больницу. Члены Акацуки же отступили.
Спустя некоторое время Итати и Кисамэ появляются в Конохе, чтобы похитить Наруто, внутри которого заточён Девятихвостый Демон-Лис. Зная о слабости Саннина, они устраивают так, что сопровождающий мальчика Дзирайя встречает привлекательную девушку, которая тем самым завладевает его вниманием. Итати и Кисамэ появляются в номере, где проживал Наруто, однако в то же самое время Саскэ, узнавший о посещении старшим братом Конохи и отправившийся на его поиски, сталкивается с ненавистным ему человеком лицом к лицу. Саскэ в ту же минуту применяет свою новую технику Тидори, но даже это мощное дзюцу Итати отражает без усилий. Итати припирает Саскэ к стенке, называя «маленьким глупым братом», и лишь вмешательство мощного дзюцу появившегося Дзирайи вынуждает членов Акацуки отступить. После этого ненависть Саскэ усилилась. Он задавался вопросом «Что они нашли в Наруто?».

### Настоящая личность
Итати, к тому времени уже страдавший неизлечимой болезнью, послал своего теневого клона на встречу с Наруто и спросил у него, почему мальчик относится к Саскэ как к брату и что он будет делать, если младший Утиха захочет напасть на Коноху. Удзумаки в ответ сказал, что сможет спасти деревню, при этом не убивая Саскэ, и наконец вернёт того домой. Эти слова заставили Итати улыбнуться, и он, поймав юношу в гэндзюцу, передал ему часть своей силы, при этом надеясь, что её никогда не придётся использовать против Саскэ.
Другой теневой клон в свою очередь нашёл Саскэ и указал место для битвы, где будет находиться сам Итати. Перед началом боя Итати рассказал Саскэ, что в ночь уничтожения клана ему помогал Мадара Утиха (под маской Мадары скрывался Обито Утиха) — выживший основатель Конохи, и что якобы именно Мадара первым овладел сначала мангэкё сяринганом, а затем, вырвав глаза собственного брата Идзуны, и вечным мангэкё сяринганом.
В начавшейся битве Итати пытался использовать сначала Цукуёми, а затем Аматэрасу против младшего брата, однако тому с большим трудом, используя проклятую печать Оротимару, удавалось избежать серьёзных ранений. Тогда Итати использовал свою самую мощную технику — Сусаноо. Но в процессе битвы из-за потери контроля проклятой печати из тела Саскэ появился сам Оротимару и его восьмиглавый змей. Тем не менее Итати, используя Сусаноо и легендарный меч Тоцука, удалось запечатать Оротимару в мире вечного гэндзюцу, тем самым удалив проклятую печать с шеи Саскэ. После Итати направился к обессиленному брату и, подняв руку, щёлкнул его по лбу, как часто делал в детстве, тем самым передав часть сил, после чего упал замертво.

Символ клана Утиха

Дзэцу, наблюдавший за поединком со стороны, сообщил об исходе Тоби, после чего тот доставил Саскэ в одно из убежищ Акацуки. Когда он очнулся, Тоби начал свой рассказ о настоящей жизни Итати. Он сказал, что клан Утиха, обвиняемый в организации атаки Девятихвостого на деревню и недовольный своим положением в Селении Листвы, готовил переворот с целью свержения руководства Конохи. Убийство клана было миссией, порученной Итати главной корня АНБУ — Дандзо и Кохару с Хомурой несмотря на то, что Третий Хокагэ приказал ждать. Итати попросил последнего защитить брата от Дандзо и сделать всё, чтобы правда никогда не была раскрыта. Впоследствии Итати вместе с Кисамэ для того и явились в Коноху после смерти Третьего, чтобы напомнить о неразглашении тайны.
По словам Тоби, Итати стал лишь жертвой многолетнего противостояния двух могучих кланов — Утиха и Сэндзю, хотя очень сильно любил своего младшего брата, и именно поэтому не стал убивать его в ту роковую ночь. Шокированный Саскэ поклялся уничтожить не только руководство Конохи, но и всю деревню, считая каждого её жителя ответственным за смерть брата.
Переживания от потери любимого брата помогли пробудить у Саскэ мангэкё сяринган. Впоследствии он пересаживает себе глаза Итати, чтобы овладеть вечным мангэкё сяринганом и реализовать свой план по уничтожению Конохи.
Наряду с другими погибшими членами Акацуки, душа Итати была призвана Кабуто. Во время войны партнёром Итати стал Нагато, и их целью было захватить оставшихся двух дзинтюрики. Итати и Нагато нашли Наруто и Киллера Би и вступили с ними в бой, во время которого и пробудилась сила, заложенная Итати в Наруто: техника Кото Амацуками с использованием глаза Сисуя Утихи. Под действием гэндзюцу глаза Сисуя Итати перестал контролироваться Кабуто. С помощью Сусаноо он заточил душу Нагато и отправился запечатывать другие души, призванные с помощью Эдо Тэнсэй. Через некоторое время Итати сталкивается с Саскэ. Итати рассказывает своему младшему брату, что он не убил его потому, что тот, будучи совсем юным, ничего не знал о перевороте, который задумали Утиха, и чтобы Саскэ восстановил доброе имя клана после его смерти, однако он совершил ужасную ошибку, поселив в сердце брата ненависть. Позже Итати находит Кабуто и вместе с младшим братом начинает с ним сражение, в ходе которого Итати применяет запретную технику клана Утиха — Идзанами. С помощью Идзанами Итати побеждает Кабуто и отменяет Эдо Тэнсей. После победы Итати рассказывает правду Саскэ о том, что на самом деле произошло во время резни клана, и с улыбкой на лице возвращается в загробный мир, сказав, что всегда будет любить Саскэ.

## Отзывы и критика
Итати имеет высокие рейтинги в проводимом журналом Weekly Shonen Jump опросе популярности персонажей манги «Наруто»; однажды персонаж занял в этом списке шестое место. Образ Итати стал удачным с точки зрения мерчандайзинга: среди товаров с изображением персонажа есть брелоки, плюшевые игрушки и различные статуэтки.
В целом ряде публикаций, касающихся манги, аниме, видеоигр и другой медиа-продукции, связанной с произведением, была высказана похвала и критика персонажа. Джейсон Ван Хорн на сайте IGN охарактеризовал Итати как «задиру» и в шутку написал, что боится его с тех пор, как в манге был впервые показан его бой. Он отметил, что в Итати есть «нечто холодное, что вызывает оцепенение» и «что бросает зрителя в дрожь». Другой рецензент сайта, Чарльз Уайт, отметил, что в эпизоде, в котором были показаны молодые Итати и Саскэ, открытие тайн, позволяющих глубже узнать и понять персонажа, «было интригующим». Джейсон Ван Хорн охарактеризовал первый бой между Саскэ и Итати как «хороший», но «не такой эпичный, как должно было бы быть». Джеймс Масгроув отметил, что появление Итати и его партнёра Кисамэ в сюжете «было драматическим и своевременным».
В своей колонке Shelf Life на сайте Anime News Network (ANN) Бамбу Донг написал, что Итати является одним из самых любимых персонажей серии и отметил его внедрение в сюжет как одну из лучших составляющих манги. Автор сайта Activeanime Дэйви С. Джонс отметил бои, в которых участвовал Итати, как одни из лучших в серии, назвал его способности такими же потрясающими, как у «научно-фантастического ниндзя». Рецензент с того же сайта Холли Эллингвуд согласилась с этим, заявив, что бой Итати с Какаси Хатакэ был одним из самым незабываемых моментов. Она заявила, что «Итати такой же холодный и безжалостный, как и любой другой злодей». В обзоре 16 тома манги Дэб Аоки с сайта About.com отметила, что первый бой Итати «подогревает аппетиты читателей», подготавливая их к грядущим боям между ниндзя Конохи и Акацуки. Кроме того, последний бой Итати против Саскэ обозреватель ANN Кейси Бриенза назвала «эпическим» и даже сравнила его последствия с «битвой разумов», поскольку, после того как Итати погиб, Саскэ узнал правду, разительно отличающуюся от известного ранее, о его прошлом. По мнению Бриензы, раскрытие тайн прошлого Итати может в будущем ещё повлиять на сюжет «Наруто».